# 波尔托曼托瓦诺
波尔托曼托瓦诺（義大利語：Porto Mantovano），是意大利曼托瓦省的一个市镇。总面积37平方公里，人口15947人，人口密度431.0人/平方公里（2009年）。国家统计（ISTAT）代码为020045。